# 1,2-Dibromo-3-kloropropan
1,2-Dibromo-3-kloropropan, (dibromoklorpropan) mer känt som DBCP, är den aktiva  beståndsdelen i nematociden Nemagon, även kallad Fumazone. DBCP utvecklades under första delen av 1950-talet av Dow Chemical och Shell. Det är ett bekämpningsmedel som vid höga exponeringsnivåer orsakar sterilitet hos däggdjur. Efter upptäckten av skadliga hälsoeffekter på människor förbjöds användning i USA 1979.  

## Användningsområden
Fram till 1977 användes DBCP som ett jorddesinfektionsmedel och nematocid  för mer än 40 olika grödor i USA. Det bekämpar skadedjur som angriper rötterna av fruktträd och ökar vikten på skördar med 20 procent. Från 1977 fram till 1979 upphävdes tillfälligt registreringen för alla DBCP-produkter med undantag för användning på ananasodlingar på Hawaii. År 1985 avbröts alla registreringar för DBCP, inklusive användning på ananas. 

## Toxikologi
Djurförsök utförda vid Dows laboratorier och vid medicinska fakulteten vid University of California publicerades år 1961. Resultaten visade att upptag sker via såväl luftvägarna, mag–tarmkanalen som huden. Det mest påtagliga var en dosberoende påverkan på testiklarna med bland annat sänkt spermakoncentration.
Producenten bagatelliserade fynden. Varningstexten på produkten innehöll bara information om att långvarig inandning av ångorna borde undvikas. Inga risker för sterilitet nämndes. 
År 1977 uppmärksammade en grupp arbetare som hanterat DBCP vid ett kemiföretag i Kalifornien ofrivillig barnlöshet som ett gemensamt problem. Spermaprov visade att nio av 25 undersökta hade azoospermi (saknade spermier helt och hållet), två hade spermiekoncentrationer på 1 miljon/ml, tre hade låga koncentrationer (10–30 miljoner/ml) och endast 11 (44 procent) hade vad som klassades som ett normalt spermieantal (≥40 miljoner/ml). En uppföljande undersökning vid Dows tillverkningsanläggning visade liknande fynd. Detta medförde att registreringen som bekämpningsmedel i USA suspenderades år 1977 och registreringen drogs in definitivt 1979. I Sverige återkallades tillståndet för DBCP som bekämpningsmedel 1978.

## Juridiska processer
Då den mesta inhemska användningar av kemikalien förbjöds i USA 1977 upphörde Dow Chemicals med produktion. Företaget informerade i juli 1977 Standard Fruits (samma som Dole Food Company) ledning om att de mot bakgrund av biverkningarna som observerats hos arbetare i USA tillfälligt ville stoppa leveransen av DBCP. Standard Fruit svarade att detta skulle ses som ett kontraktsbrott. Medan Dow Chemicals gjorde uppehåll i leveranserna köpte man medlet från Israel och Mexiko. Efter att Standard Fruit i oktober 1977 tagit på sig ansvaret för eventuella skador som skulle kunna uppstå genom fortsatt användning och förbundit sig att vidta nödvändiga åtgärder för att skydda arbetare och kringboende genomfördes dock leveranserna, och de garanterades i ett förnyat avtal två år framåt
Plantagearbetare som blivit sterila eller drabbats av andra sjukdomar stämde Dow och Dole i Latinamerika domstolar. En grupp arbetare lämnade 2007 in stämningsansökningar i USA. Processen är beskriven i filmen Bananas!*. Se även Dole Food Company.